# 永瀬あき
永瀬 あき（ながせ あき、1984年9月13日 - ）は、日本の元AV女優。サンプロ所属。
趣味:ショッピング

## 略歴・人物
かつて有名コスプレイヤーとして活動していたころは来栖レマ（または、くるすれま）を名乗っていた。当時のプロフィールでは1984年6月12日生まれ、血液型A型。
2006年にAVデビュー。
2009年9月13日の公式ブログで、同日付での引退を発表した。
2012年みなみ瀬奈に改名して復帰。
2013年永瀬あきに改名。
2014年11月26日のツイッターで同日付での引退を発表した。

## 出演作品

### アダルトビデオ
2006年
- 当日仕事アリマス02（11月22日 プレステージ）
- ウリシンドローム2（12月1日 プレステージ）共演:柚咲あんず、三上ゆほ、大貫かりん
- ヤラセ女子高生（12月7日 毒々工房）
- 秋葉原素人生撮り［13］あき19歳（12月8日 ゴーゴーズ）
- この娘と。act.04（12月12日 無敵会）

2007年
- ウチくる!? 04 いらっしゃ〜い!!（1月12日 プレステージ）
- Weekly 日替わり妻3(レンタル）（1月12日 クリスタル映像）他出演:上村愛、白鳥蘭、上原れい、滝沢まみ、宮崎嘉穂、つかもと友希
- 絶対ヤれる女子高生援交カラオケBOX処女入り教えます（1月18日 DANDY）共演:星野優奈、坂下ななえ 他
- kawaii collection03（1月25日 kawaii*）他出演:羽純、辻あずき
- ロリータ痴漢バス3（1月26日 I.B.WORKS）
- 制服美少女狩り 永瀬あきら18歳（2月2日 アヌビアス）
- 日給100万円のアルバイト2（2月8日 ナチュラルハイ）
- Fairy Doll いもうとパンツ（2月9日 smiley）
- 極光女子学園7（2月10日 オーロラプロジェクト）
- 子供のような中○生 2枚組5時間（2月14日 DAI）
- 平成、生まれの女の子1（2月16日 U&K）
- えろかわ痴女っ娘(レンタル）（2月16日 クリスタル映像）他出演:青木瀬奈、川上さくら、酒井るり、高星ゆな、矢口はな
- 少女体罰 放課後の性玩具5（2月23日 中嶋興業）
- じゅーだい いえで体験記73（3月2日 プレステージ）
- ラブハレ（3月10 オーロラ・プロジェクト）
- バーチャル妄想劇場 妹萌え日記（3月13日 マルクス兄弟）
- 少女絶叫監禁室5（3月23日 I.B.WORKS）
- 日米レズ対決Amber vs Holly vs 永瀬あき（3月23日 I.B.WORKS）共演:Amber、Holly
- CLUBぎゃるさー 渋○女子○生!裏パー!Vol.02（3月23日 プレステージ）他出演:星野優奈、並樹ゆりあ、日比野夕希、国仲みさと
- THEレイプ 美少女狩り7(レンタル）（3月23日 クリスタル映像）他出演:みなみゆり、花月リノカ、藤沢ひな、衣川音寧、矢口はな
- ロリ痴女子高生混浴ヌキヌキ温泉!（4月5日 ディープス）共演:三上ゆほ、愛音ゆう
- 少女姦禁中出し10（4月6日 映天）
- 援交隠しカメラ02（4月12日 B1）
- ロリータエロス 隣の少女（4月19日 ヒビノ）
- 女学園の皆さ〜ん!私がアナル好きな女教師です。（4月19日 LADY×LADY）
- 発情乙女の蜜の味 あき（4月19日 ミモザ）
- 家出少女中出し監禁（4月20日 GLAY'Z）
- LOVE×2 デート 4（4月25日 TMクリエイト）
- 小児病棟 カルテ2（4月27日 I.B.WORKS）
- 女子校生の屈辱的な体験3 ブルセラ性奴隷 あき（4月27日 KUKI）
- 黒タイツ女子校生痴漢バス（4月27日 笠倉出版社）
- LOVE DOLL あき百式（5月12日 オーロラ・プロジェクト）
- 中○生いじめっ子グループ（5月17日 ナチュラルハイ）
- ザ・筆おろし 39（5月18日 クリスタル映像）他出演:宮崎嘉穂、深山早苗、関彩菜、本宮りお、蛯原まい
- 親子万引き折檻（5月20日 ネクストイレブン）
- 実録C学生の値段 あき1●歳（5月23日 プレステージ）
- 悪質強制猥褻!飲めない女を泥酔生中出し 完全版（5月25日 メディアステーション）他出演:辻あずき、大貫かりん
- 騙し撮り5カメ美少女9（6月1日 ネオサイト）
- 黒衣の天使　欲望介護・精飲狂想曲（6月5日、ワープエンタテインメント）
- むちぽちゃロリロリWヒップ（6月9日 オーロラ・プロジェクト）共演:仲咲千春
- 制服うぶ女子学生（6月13日 マルクス兄弟）
- 潮吹き女子校生10連発 17（6月15日 クリスタル映像）他出演:平嶋恵理、桜木トモ、柚咲あんず、観月若菜
- 彼女が全面支配するボクとカノジョと僕のオナニー（6月15日 ワープエンタテインメント）他出演:星ありす、Rico、月嶋りお、大沢佑香、一ノ瀬カレン、天海ユリ、落合ゆき、内山めい、中村さら
- XXXXX!福岡完全素人編（6月22日 シャイ企画）オムニバス作品 他出演:上原友美、天乃ひな、並樹ゆりあ、遥めい
- 制服美少女愛好家（7月1日 ワンズファクトリー）
- R-18 あき（7月4日 GLAY'Z）
- 従順な少女の失禁とヨダレ（7月5日 アキノリ）
- 復活 女子校生強制わいせつ（7月13日 クリスタル映像）他出演:花咲もも、春うらら、西野ひなた、羽野理沙、高村潤、岩崎ちなみ
- 僕と彼女のセックス日記（7月15日 実録出版）
- ロリータ破壊（7月19日 アイエナジー）共演:さくらりこ、大塚ひな、鈴木ありさ、星野優奈、宮咲志帆、大貫かりん、菅野まゆみ、渡瀬安奈。監督:TAIZO。
- ダブろり あき さやか〜二人の義妹〜 完全版（7月19日 メディアステーション）共演:長谷川さやか
- 顔騎圧迫（7月25日 実録出版）
- アー萌えっと店員あきタン AKIBAメイド狩り（7月28日 クリスタル映像）
- 新説 禁断(生）映像 2（7月30日 ゴリラ・プロジェクト）
- 実録 淫行女子校生 2007 File.2（7月30日 ゴリラ・プロジェクト）
- 素人援交生中出し2（7月31日 plum）
- 女子校生MUSEUM4時間（8月1日 NIRVANA）他出演:辻あずき、椎名りく、Marin.、工藤ありす
- 癒らし。VOL36（8月3日 アウダースジャパン）
- Study After...1（8月9日 miumiu）
- S-Cute ex12（8月10日 S-Project）
- ロゼーン・メイデン（8月10日 TMA）オムニバス作品
- ロリータ 黒人ミサイル（8月16日 アイエナジー）
- 猥褻フェラチオ トリプルスペシャル（8月17日 レアル・ワークス）共演:加護範子、琴野まゆ
- 永瀬あき favorite collection（8月24日 I.B.WORKS）
- 悪質強制猥褻!ロリ娘を泥酔させて生中出し 完全版（8月24日、メディアステーション）他出演:加護範子、工藤ありす
- 京葉線 U-18無料案内所 援交一週間 あき（8月25日 クリスタル映像）
- コスプレっ娘・デリバリー!!（8月25日 TMクリエイト）他出演:日高ゆりあ
- 緊縛女子高生（9月8日 オーロラ・プロジェクト）
- 変な女03（9月15日 ルミナス企画）他出演:綾瀬るか、大貫希、星沢マリ、青木瀬奈、川上さくら、酒井るり、高星ゆな、矢口はな、片桐れい
- 緊縛鬼イカセ（9月18日 レアル・ワークス）
- 東京デートスポット 可愛い素人娘と巡るエロエロデートコース（9月21日 TMクリエイト）他出演:小日向優、琴野まゆか、長谷川なあみ、日高ゆりあ、野原りんご
- 将来は女優を夢見てオーディションにやってきた女をたっぷりレイプ!しかも●学生 完全版 悪徳プロダクション極秘映像 2（9月21日 メディアステーション）他出演:加護範子、大貫かりん
- 制服美少女に悪戯（9月25日 YeLLOW）
- 独占!!永瀬あき（9月28日 クリスタル映像）
- ちゅ〜ぼ〜ど〜る AKI零号機（9月29日 クリスタル映像）
- 家庭教師はガマンできない27（10月12日 クリスタル映像）他出演:牧野ゆうひ、香坂りな、小笠原愛、雛形聖子、麻生なな
- 女になれる着ぐるみ（10月18日 SODクリエイト）共演:北田優歩、牧野遥、姫川りな
- ロ●ータギャル生中出し（10月19日 TMA）他出演:有希りか、園原みか、蝦原かのん
- 女子校生の生中出ししか見たくない!4時間（10月26日 TMA）他出演:落合ゆき、天宮まなみ、松野ゆい、小早川芽衣、持田茜、高瀬七海、相戸愛、山城美姫、加護範子
- 肉奴隷ナマ中○生（11月1日 MOODYZ）共演:夏川真希、辻ありす、水姫麗奈
- 僕、専用。S カスタムメイド011（11月2日 ゴーゴーズ）
- 禁断のルームシェア II（11月2日 アウダースジャパン）共演:高瀬七海、水野美香、榎本らん
- DOKIレズ 16（11月2日 アウダースジャパン）共演:高瀬七海、水野美香、榎本らん
- R-35 vs U-18 女子校生に虐められたい中年M男（11月15日 グローリークエスト）
- 青い性欲 永瀬あき（11月19日 ドグマ）
- 通学路 待ち伏せ（11月22日 アイエナジー）
- 地方限定!素人Dynamite!4時間SP（11月22日 シャイ企画）他出演:長瀬くるみ、夢乃加奈、速水怜、田中千春、長谷川なあみ、天乃ひな、松永玲奈、真鍋美奈、浅見さくら
- マスク娘しか見たくない! 4時間（12月14日 TMA）他出演:高瀬七海、春名えみ、有希りか、園原みか
- SUND★ME!!（12月15日、ワープエンタテインメント）他出演:橘れもん、長谷川あゆみ、愛里ひな、京野明日香、我那覇レイ、羽田夕夏、飯島夏希、原千尋、間宮いずみ、高城梨沙、絢音ミミ、宮下まい、東野愛鈴、愛葉みずき
- 禁断介護10（12月15日 グローリークエスト）
- バブルでGO!!発射（12月20日 SODクリエイト）共演:AYA、椎名りく、流川ルナ、観月理穂、雪菜、滝沢リナ
- CRYSTAL ANGELS 制服女子校生EX（12月21日 クリスタル映像）他出演:浜崎りお、辻あずき、浅海まみ、川上さくら
- 制服美少女狩り 永瀬あきら 18歳（12月26日、豊彦）※永瀬あきら 名義

2008年
- みるく（1月1日 みるきぃぷりん♪）
- 邪魔な女!!（1月5日、ワープエンタテインメント）共演:原千尋
- オナニー中毒少女 永瀬あき（1月19日 ドグマ）
- 女子校生スペシャル!!（1月25日 TMクリエイト）他出演:日高ゆりあ
- ガリ勉美少女めがねっこの誘惑だらけの淫らな生活（2月19日、クロス）共演:友田真希、桜田さくら
- 女子高生!妹-1グランプリ（2月21日、ディープス）共演:高瀬七海、森野ひな
- 会員制ロ●ータ美術館（2月21日、V&Rプロダクツ）共演:愛音ゆう、園原りか、並樹ゆりあ、瀬戸ひなた、杏野まひる、飯島くらら、桜沢みゆ
- 私立IP女学院3（3月1日、アイデアポケット）共演:夏川るい、小峰ミサ、北田優歩、伊沢千夏、東野愛鈴、堀口奈津美 他11名
- 中に出してと彼女は言った（3月14日、ビッグモーカル）他出演:鮎川なお、小栗杏菜
- 近親相姦中出し V 5人の近親中出し物語（3月19日、ミスター・インパクト）他出演:東野愛鈴、宮下まい、梨々花、桃瀬れな
- ロリんこ女子校生倶楽部（3月30日、ゴリラプロジェクト）他出演:並樹ゆりあ 他
- 黒髪女子校生 7（4月11日、ビッグモーカル）他出演:鮎川なお、小栗杏菜
- ふたなり兄妹（4月15日、イマージュ）共演:泉まりん
- AFTER（4月19日、イエロー）…共演:蜜井とわ
- 私のお母さんは巨乳で変態いぢめられっこ（4月19日、アンナと花子）共演:風間ゆみ、伊藤あずさ
- ロリレイプ 2（4月19日、BRAVO）他出演:桃瀬れな、森野ひな、愛乃みく
- 今から…私、パイパンにします（4月25日、メディアステーション）
- おやじ好みの女学生（4月25日、ながえスタイル）他出演:小日向ゆい
- FELLATIO FESTIVAL 9（5月1日、アイデアポケット）他出演:前嶋美歩、堀口奈津美、桜井梨花、小沢麻緒、おだぎり麻央、宮咲志帆、美島涼、伊沢千夏、瀬戸ひなた、青山ひかる、SAORI、有希りか、北田優歩、夏川るい
- 愛玩制服美少女カタログ（5月13日、マルクス兄弟）他出演:彩芽はる、加護範子、仲咲千春、平井ゆきな
- 変態恥療院 4（5月16日、クリスタル映像）共演:倉本まりこ、あくありあ、竹下あや、七瀬かすみ
- 官能小説朗読オナニ〜 2（5月19日、イエロー）他出演:小日向しおり、宮下まい、雨音しおん、浜崎りお、愛菜りな、星優乃、長谷川なあみ、響鳴音、愛里ひな、福沢あや、蜜井とわ
- 時間が止まる腕時計（6月5日 ロケット）他出演:藤咲さくら、霧島奈緒子、真島みゆき、岡本きら、永井優香、Nana、桃井りん、恩田夏穂、磯崎光
- 媚薬FUCK（6月14日 隼エージェンシー）他出演:赤西涼、ほしのまき、野中あんり、涼華りょう、星優乃、松野ゆい
- 逆ナンパ女子校生（6月14日 隼エージェンシー）他出演:純名もも、石黒沙良、MARIMO、野中あんり、小峰ミサ
- 投稿秘話 禁断の性愛告白 おぞましい過去が蘇る（6月25日 FAプロ）他出演:夏海エリカ、浅井舞香、大越はるか
- SIMPLE1980 THEフェラチオ 完全撮り下し 3（7月11日、ビッグモーカル）他出演:あいかわゆら、園原りか、佐伯実里、妃乃ひかり、浅田ちち、葉月奈穂、鮎川なお、南憂蘭、星野優奈
- 手コキでベロちゅ〜3（7月19日、イエロー）他出演:彩花ゆめ、葉月奈穂、蜜井とわ、風間ゆみ、羽田夕夏、七海りん、美島遥、北島玲、真田春香、芽衣奈、堀口奈津美
- 低身長仲良しサディストパイパン姉妹と高身長マゾお姉さん（7月19日、アンナと花子）共演:鈴木杏里、瀬戸ひなた
- 大好き。（7月25日、S-Project）
- 男を誘う女の匂い 義父と娘の肉欲地獄（7月25日、FAプロ・プラチナ）他出演:橘裕子
- 眠っている肉人形 暴れて眠れ!/可愛い少女肉人形/クロロホルムで眠れ（7月25日、FAプロ）他出演:児玉ゆい、艶堂しほり、東条美奈
- 昭和セックスエレジー 父も母も妹も姉もみんな禁親相姦（7月25日、FAプロ）他出演:望月加奈、園原みか、浅井舞香、早坂めぐ、浅宮ゆかり
- ヘンリー塚本ポルノ劇場 昭和官能エロス（8月10日、FAプロ）他出演:夏海エリカ、園原みか、風見京子、浅井舞香
- 食べ頃なカラダ4時間DX（8月13日、ロータス）他出演:森野まりな、仲咲千春 他
- ロリっ娘パイパン美少女学園（8月19日、イエロー）共演:風間ゆみ、小峰ミサ、矢口ひろな
- 脱ぎたてホクホクパンティー手コキ&フェラ（8月19日、イエロー）他出演:辻さき、浜崎りお、風間ゆみ、妃乃ひかり、飯島夏希、星優乃、真田春香、高瀬七海、澄川ロア、堀口奈津美、愛菜りな
- 大人たちがする ゴムをはめないナマナマしい 発情SEX（8月25日、FAプロ）他出演:北原夏美、伊藤あずさ、夏海エリカ、川上ゆう、七瀬かすみ
- 発育!ロリ満乳 vol.1（9月4日、グラマラスキャンディ）
- レイプ!無人島サバイバー 捕まったら最後 LAST シーズン3（9月4日、サディスティックヴィレッジ）共演:小坂めぐる、真島めぐみ、星優乃、藍花
- ロリ相姦（9月13日 隼エージェンシー）他出演:仲川咲姫、早乙女美奈子、香坂百合、芹澤かなえ
- 襲撃!!逆ナン痴女軍団 即ズボバトルinスイミングクラブ（9月15日、ミュージアム・ネクスト）共演:花宮あみ、若槻朱音、早乙女美奈子、藤本ちさと、門田まつり、東野愛鈴、山城美姫、瀬織さら、赤西涼
- ハメてパコパコ!女優もスタッフもヤリまくりハメまくりの南の島!全10SEX!（9月18日、サディスティックヴィレッジ）共演:真島めぐみ、小坂めぐる、星優乃、本木優美、藍花、MIDORI、RINKA
- Lesbian Life 5（9月19日、U&K）共演:北田優歩
- コスプレメイド18連発（9月26日 クリスタル映像）他出演:矢口はな、甘井みかん、ほしあいな、青木瀬奈、酒井るり
- むちむちスポーツ Vol.2（9月29日、ユープランニング）
- KARMAファン感謝祭 コレで見納め?!ロリロリバスツアーFINAL（10月13日、カルマ）他多数共演
- まさかこんな所で!! 第1回変態露出全国大会（10月15日、ミュージアム・ネクスト）共演:門田まつり、若槻朱音、藤本ちさと、東野愛鈴、幸、葦沢鳴海、小鳥遊恋、桃咲たえ、星川麻美、ひなのりく、水野さやか、綾波瀬奈、中森玲子、林なお
- AV女優の友達を泥酔させて乱交共演させる （10月15日、スターパラダイス）共演:若槻朱音、藤本ちさと、東野愛鈴、門田まつり
- ハーレム（10月19日、ミスター・インパクト）共演:結川るり、北田優歩
- ちんぐり返しアナル舐め手コキ（11月19日、イエロー）他出演:浜崎りお、高瀬七海、星優乃、愛菜りな、澄川ロア、妃乃ひかり、堀口奈津美、葉月奈穂、北島玲、小森もも、一戸のぞみ
- デカ尻JKのピストン騎乗位DX（11月22日、アロマ企画）他出演:稲森ケイト、児玉ゆい、真田リサ、矢沢るい、伊藤青葉、鈴木ありさ、愛菜りな ※AVグランプリ2009 エントリー作品
- レズオナ。VOL.3（11月28日、U&K）共演:北田優歩 他出演:みはる、七瀬ゆうり
- 永瀬あきの初めての真正中出し（12月20日、モブスターズ）
- VIVA!制服JKの尻ずり 3（12月25日、アロマ企画）他出演:やざわかりん、飯島くらら、ひなのりく、月野りさ、沢北希望

2009年
- 美少女監禁飼育 4（1月15日、テイクワン）
- 突然、お嬢さんに連続2回しゃぶられちゃった僕。（2月15日、アロマ企画）他出演:君島かりん、三枝みのり、永瀬りいな、星野梨緒
- 幼精 -Loli fairy- 5（2月15日、ケー・トライブ）
- 舐められ【放課後】倶楽部（2月20日、アロマ企画）他出演:芹澤かなえ、真崎寧々、飯島くらら、芽衣
- B.B.ボーイズ番外編 両手で乳首いじりながら首ふりフェラチオ（3月15日、アロマ企画）他出演:芹澤かなえ、真崎寧々、飯島くらら、芽衣
- ザ・ギャルナン 13（6月18日、グローリークエスト）
- ギャル尻 永瀬あき（7月13日、実録出版）
- BANQUISH 37 AKKEY（8月21日、プレステージ）
- WATER POLE 82（9月10日、プレステージ）
- 黒ギャルオイルボディマニア 3（9月18日、虎堂）
- VANILLA 12 小麦ちゃんのお尻（10月1日、プレステージ）
- kira☆kira Festival SHIROHTO GALS Vol.2（10月19日、プレステージ）共演:早乙女ルイ、山内紗耶香
- 黒ギャル援交JK VOL.02（10月23日、虎堂）
- Vampire Lemonade Di3 LIMITED EDITION 002（10月25日、SODクリエイト）
- 生意気は女子校生 ナガセアキ（11月1日、ワンズファクトリー）
- 東京GalsベロCity 28（11月5日、ドリームチケット）
- ザ・乱交8時間（11月20日、ミスター・インパクト）
- 美少女デリバリー 2（12月15日、おかず。）共演:星崎アンリ、朝比奈咲、星乃せあら、飯島ねいろ

他、ミスター・インパクト・隼エージェンシーの多人数のオムニバス作品に出演。